# Bengt Saltin
Bengt Saltin (* 3. Juni 1935 in Stockholm; † 12. September 2014) war ein schwedischer Mediziner, international namhafter Physiologe und Antidopingexperte.

## Leben und Werk
Nach dem Medizinstudium bis 1962 und Promotion 1964 arbeitete Saltin als Dozent für Sportphysiologie am Karolinska-Institut bei Per-Olof Åstrand in Stockholm bis 1968, ab 1968 als Professor für Humanphysiologie. Nach der Berufung im Jahre 1973 an das August-Krogh-Institut der Universität Kopenhagen war er dort bis 1990 als Professor für Physiologie tätig. Von 1990 bis 1993 war er erneut am Karolinska-Institut, ehe er 1993 in Kopenhagen sein eigenes Institut bekam, nämlich das Institut für Muskelphysiologie. Außerdem nahm er Gastprofessuren an mehreren Universitäten wahr, empfing in seinem Institut aber auch engagierte Trainingswissenschaftler und Sportphysiologen aus der ganzen Welt. Er sorgte mit einem eigenen Forschungsverbund für die Vernetzung in der Forschung zwischen Dänemerk und Schweden auf dem Gebiete der Leistungsphysiologie. In seinem Zentrum für Muskelforschung kooperierte sein Copenhagen Muscle Research Centre (CMRC) mit dem August Krogh Institut. dem Panum Institute. dem Bispebjerg Hospital. und dem Capitol Hospital. in Kopenhagen.
Sein Arbeits- und Forschungsgegenstand waren die Grundlagen der menschlichen Leistungsfähigkeit sowie die Wirkungen von körperlicher Aktivität und Training. Die von ihm geleiteten Einrichtungen in Schweden und Kopenhagen wurden weltweit bekannte und besuchte Forschungszentren der Sportphysiologie. Zwischen 1960 und 2014 verfasste er 446 Forschungsarbeiten, die im PubMed verzeichnet sind.
Saltin war selbst erfolgreicher Orientierungsläufer, von 1982 bis 1988 Präsident des internationalen Orientierungslaufverbandes IOF und Vorsitzender der Medizinischen Kommission des Internationalen Skiverbandes (FIS). In diesen Funktionen setzte er sich engagiert im Kampf gegen Doping ein.

## Publikationen
- B. Saltin: Biochemistry of Exercise VI: Conference Proceedings (International Series on Sport Sciences). Verlag Human Kinetics Publ. 1986, ISBN 0-87322-052-8.
- P. Marconnet, B. Saltin, P. V. Komi: Medicine and Sport Science: Human Muscular Function during Dynamic Exercise. Freiburg i. B. 1996, ISBN 3-8055-6274-8.
- E. A. Richter, B. Saltin, H. Galbo, B. Kiens: Skeletal Muscle Metabolism in Exercise and Diabetes (Advances in Experimental Medicine & Biology). Springer, Berlin 1998, ISBN 0-306-45920-5.

Saltin war darüber hinaus der Autor von mehr als 350 wissenschaftlichen Arbeiten, Büchern und Buchbeiträgen, darunter mehrere Lehrbücher für Physiologie.

## Ehrungen und Auszeichnungen
Saltin erhielt vielfältige internationale Auszeichnungen, Ernennungen und Ehrungen. Er war unter anderem Mitglied der Königlich-Dänischen Akademie der Wissenschaften und Literatur, des American College of Sport Science, Ritter des Dannebrog, erhielt den Olympischen Preis für Sportwissenschaften des IOC und wurde zum ECSS-Patron des European College of Sport Science ernannt.
Saltin wurde von 12 Universitäten, unter anderem wurde er von den Königen von Dänemerk und von Schweden mit persönlichen Ehrendoktorwürden ausgezeichnet, außerdem von den Universitäten Paris (Frankreich), Athen (Griechenland), Guelph (Kanada), Oslo (Norwegen), Tartu (Estland), Sportuniversität Litauens und Jyväskylä (Finnland) mit einem Ehrendoktorat ausgezeichnet.